# Haemantheae
Haemantheae är ett tribus i familjen amaryllisväxter med sex släkten från Afrika. Utmärkande för dessa släkten är att de bildar köttiga bär och inte torra kapslar som är vanligast förekommande i familjen.

## Släkten
bolliljesläktet (Scadoxus)
mönjeliljesläktet (Clivia)
skärmliljesläktet (Haemanthus)
Apodolirion 
Cryptostephanus
Gethyllis